# María Clara Notari
María Clara Notari (Buenos Aires, ...) è una scenografa, designer e attrice argentina.

## Biografia
Esordisce come aiuto scenografo per il film Un posto nel mondo del 1992. In seguito, nel 2000, vince il premio come migliori scenografie per il film Nueces para el amor ai Argentinean Film Critics Association Awards. Negli ultimi anni ha lavorato con Pedro Almodóvar per il film Gli abbracci spezzati e per la nuova pellicola Gli amanti passeggeri. Ha partecipato, inoltre, al lungometraggio Che - L'argentino del 2009.

## Filmografia parziale
- Un posto nel mondo (Un lugar en el mundo) (1992)
- Nueces para el amor
- Bienvenido a casa (2006)
- Che - L'argentino (The Argentine) (2009)
- Gli abbracci spezzati (Los abrazos rotos) (2009)
- Il monaco (Le moine), regia di Dominik Moll (2011)
- Gli amanti passeggeri (Los amantes pasajeros), regia di Pedro Almodóvar (2013)
- Tutti lo sanno (Todos lo saben), regia di Asghar Farhadi (2018)